# Poptella brevispina
Poptella brevispina är en fiskart som beskrevs av Reis, 1989. Poptella brevispina ingår i släktet Poptella och familjen Characidae. Inga underarter finns listade i Catalogue of Life.